# Principe di Portogallo

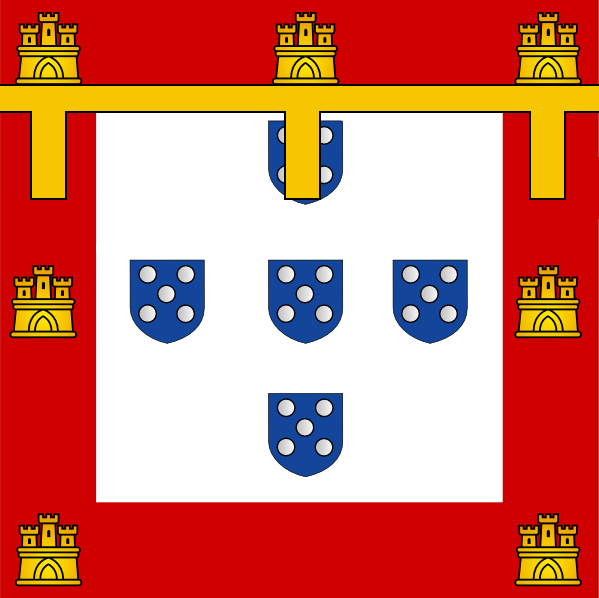
Vessillo del principe di Portogallo

Il titolo di principe di Portogallo fu creato da Edoardo del Portogallo perché ne fosse insignito l'erede al trono: il primo ad usare il titolo fu suo figlio Alfonso, poi Alfonso V e l'ultimo Teodosio di Braganza, figlio di Giovanni IV del Portogallo. Nel 1645, in seguito al mutamento di dinastia regnante, per dare un segno di cesura col passato, l'erede al trono iniziò a portare il titolo di principe del Brasile.

## Principi di Portogallo

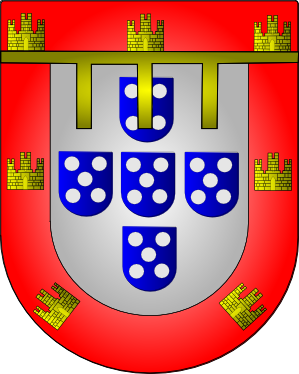
Arma del principe di Portogallo dal 1481

### Casa d'Aviz
1. Alfonso (1433-1438): secondogenito di Edoardo del Portogallo
2. Ferdinando d'Aviz (1438-1451); fratello minore di Alfonso V, Duca di Viseu
3. Giovanni d'Aviz (1451): primo figlio di Alfonso V
4. Ferdinando d'Aviz (1451-1451): per la seconda volta
5. Giovanna (1452-1455): figlia di Alfonso V
6. Giovanni (1455-1481): secondo figlio di Alfonso V
7. Alfonso d'Aviz (1481-1491): primo figlio di Giovanni II
8. Manuele (1491-1495): cugino di primo grado di Giovanni II
9. Eleonora di Viseu (1495-1498): sorella di Manuele I e moglie di Giovanni II
10. Giacomo di Braganza (1498): nipote di Manuele I, primo Duca di Braganza
11. Michele della Pace d'Aviz (1498-1500): primo figlio di Manuele I, erede anche dei regni spagnoli
12. Eleonora di Viseu (1498-1502): per la seconda volta
13. Giovanni (1502-1521): secondo figlio di Manuele I
14. Luigi d'Aviz (1521-1526): fratello minore di Giovanni III
15. Alfonso d'Aviz (1526): primo figlio di Giovanni III
16. Luigi d'Aviz (1526-1527): per la seconda volta
17. Maria Emanuela (1527-1535): sorella di Giovanni III
18. Manuele d'Aviz (1535-1537): secondo figlio di Giovanni III
19. Filippo d'Aviz (1537-1539): terzo figlio di Giovanni III
20. Giovanni Manuele d'Aviz (1539-1545): quinto figlio di Giovanni III
21. Sebastiano (1554-1557): nipote di Giovanni III

### Casa d'Asburgo di Spagna
1. Carlo (1557-1558): cugino di Sebastiano I, erede al trono di Spagna, Principe delle Asturie
2. Diego d'Asburgo (1580-1582): terzo figlio di Filippo II di Spagna.
3. Filippo (1582-1598): quinto figlio di Filippo II di Spagna
4. Anna (1601-1605): prima figlia di Filippo III
5. Filippo (1582-1598): primo figlio di Filippo III di Spagna
6. Baltasar Carlos (1629-1640): primo figlio di Filippo IV.

### Casa di Casato di Braganza|Braganza
1. Teodosio di Braganza (1640-1645): primo figlio di Giovanni IV del Portogallo, fu principe del Brasile dal 1645 al 1653